# La Madeja Política
La Madeja Política fue una revista satírica editada en la ciudad española de Barcelona entre 1873 y 1876.

## Historia
Continuadora de la cabecera La Flaca: revista liberal y anticarlista, se publicaron en torno a 50 números de la revista, desde el 1 de noviembre de 1873 hasta el 19 de diciembre de 1874. En ella colaboraría el dibujante Tomás Padró, firmando sus ilustraciones con «Aº Wº». Estuvo vinculada ideológicamente al republicanismo federal.

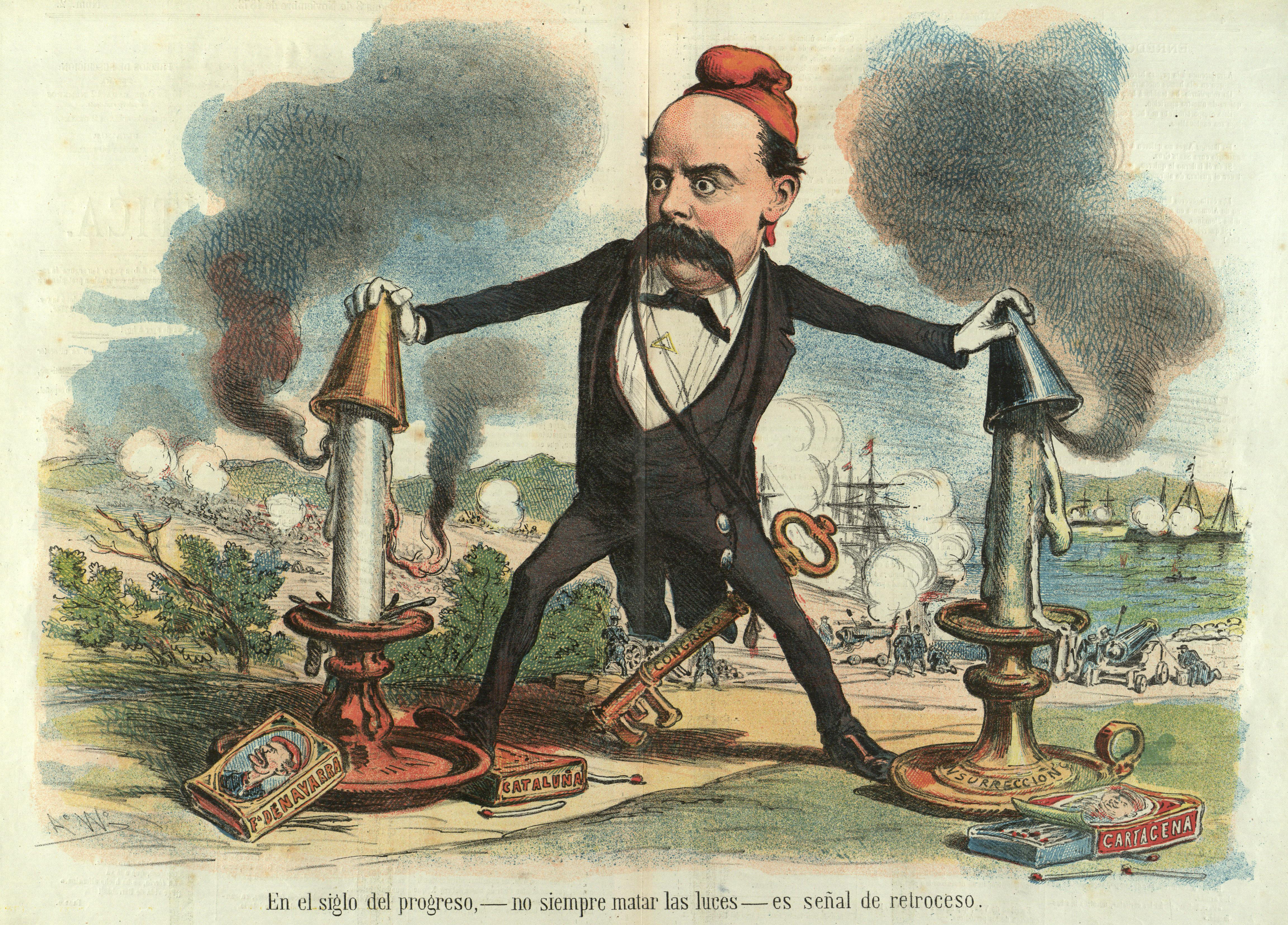
Emilio Castelar.[nota 1]
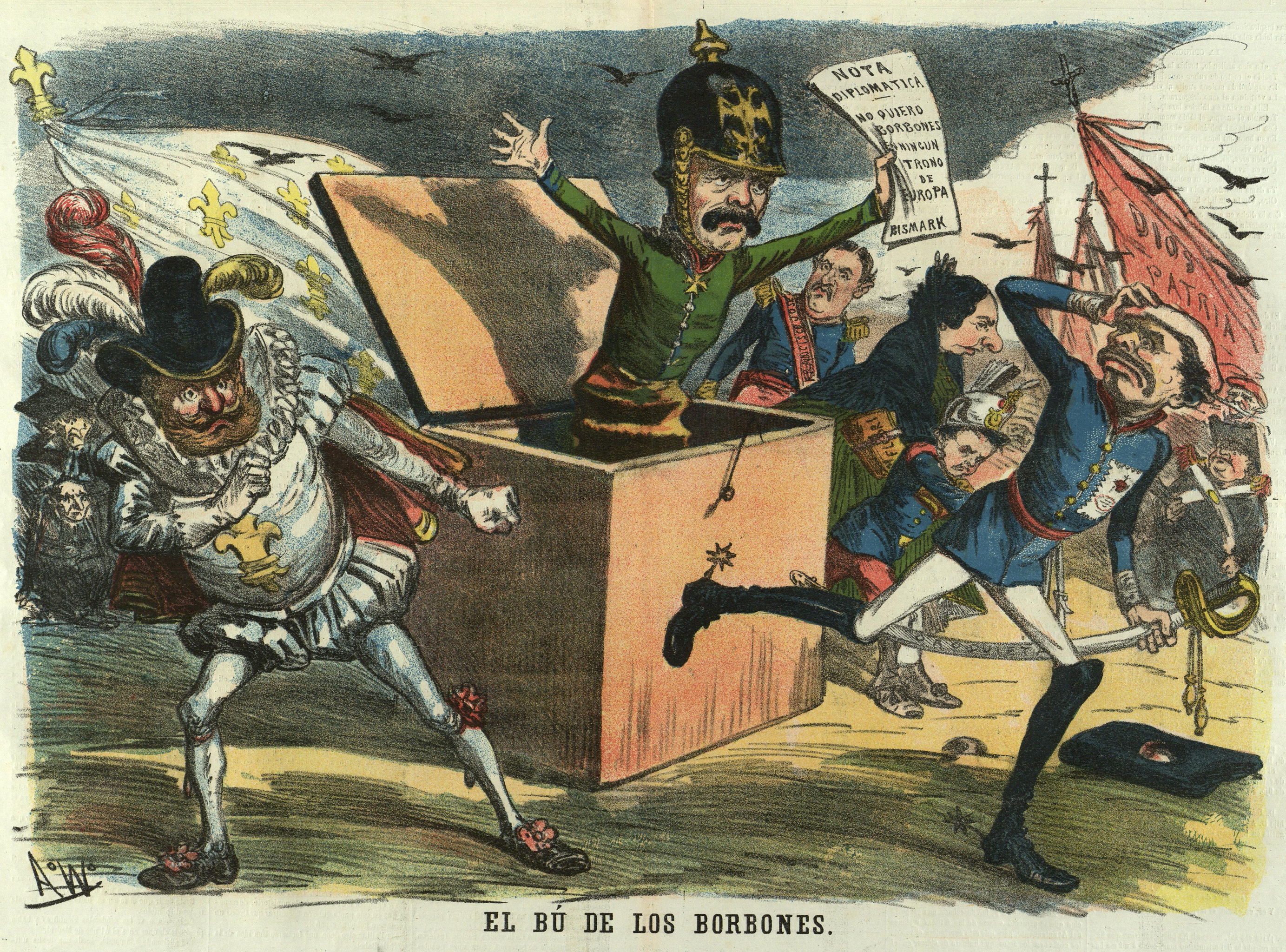
Bismarck.[nota 2]
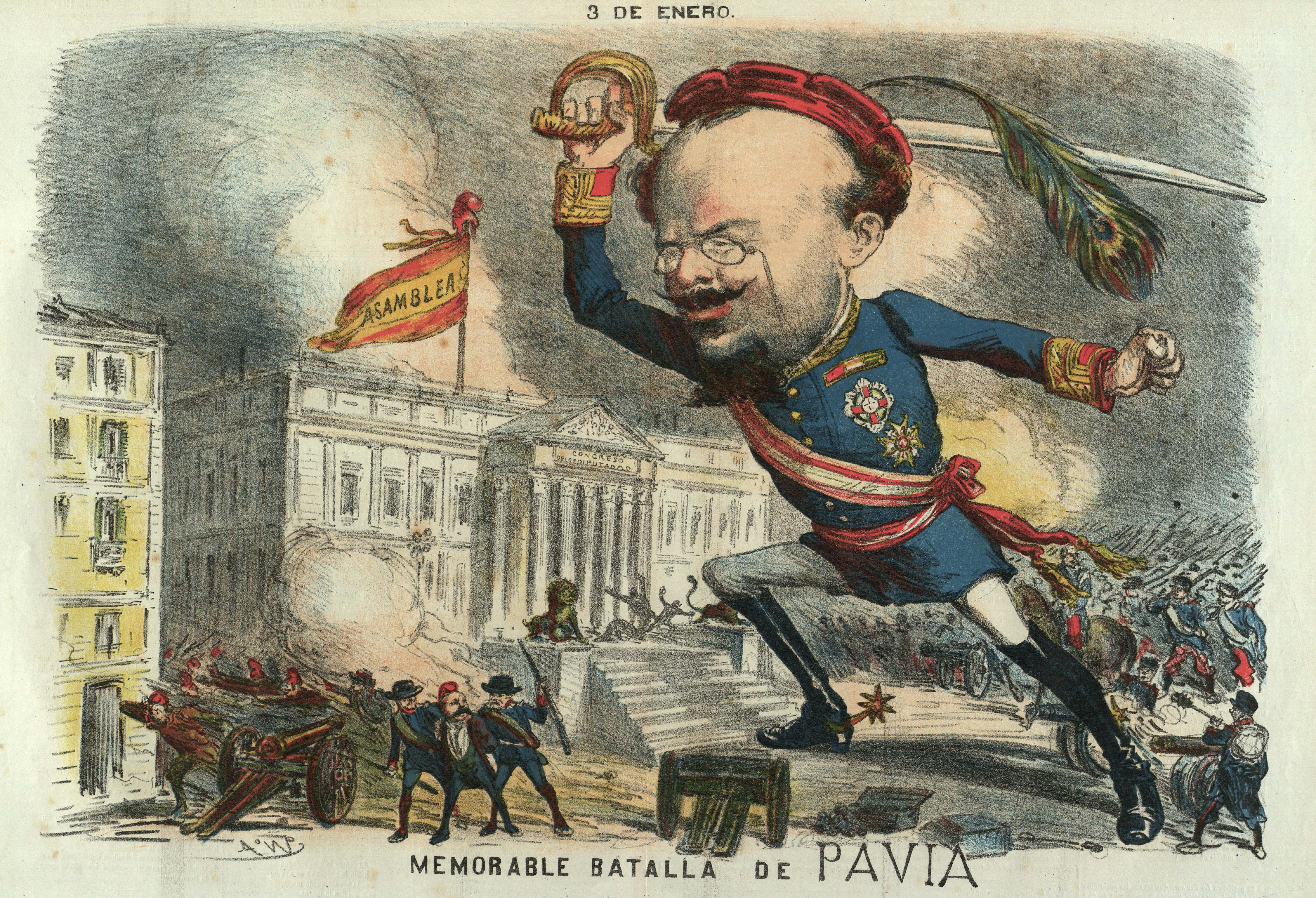
General Pavía.[nota 3]
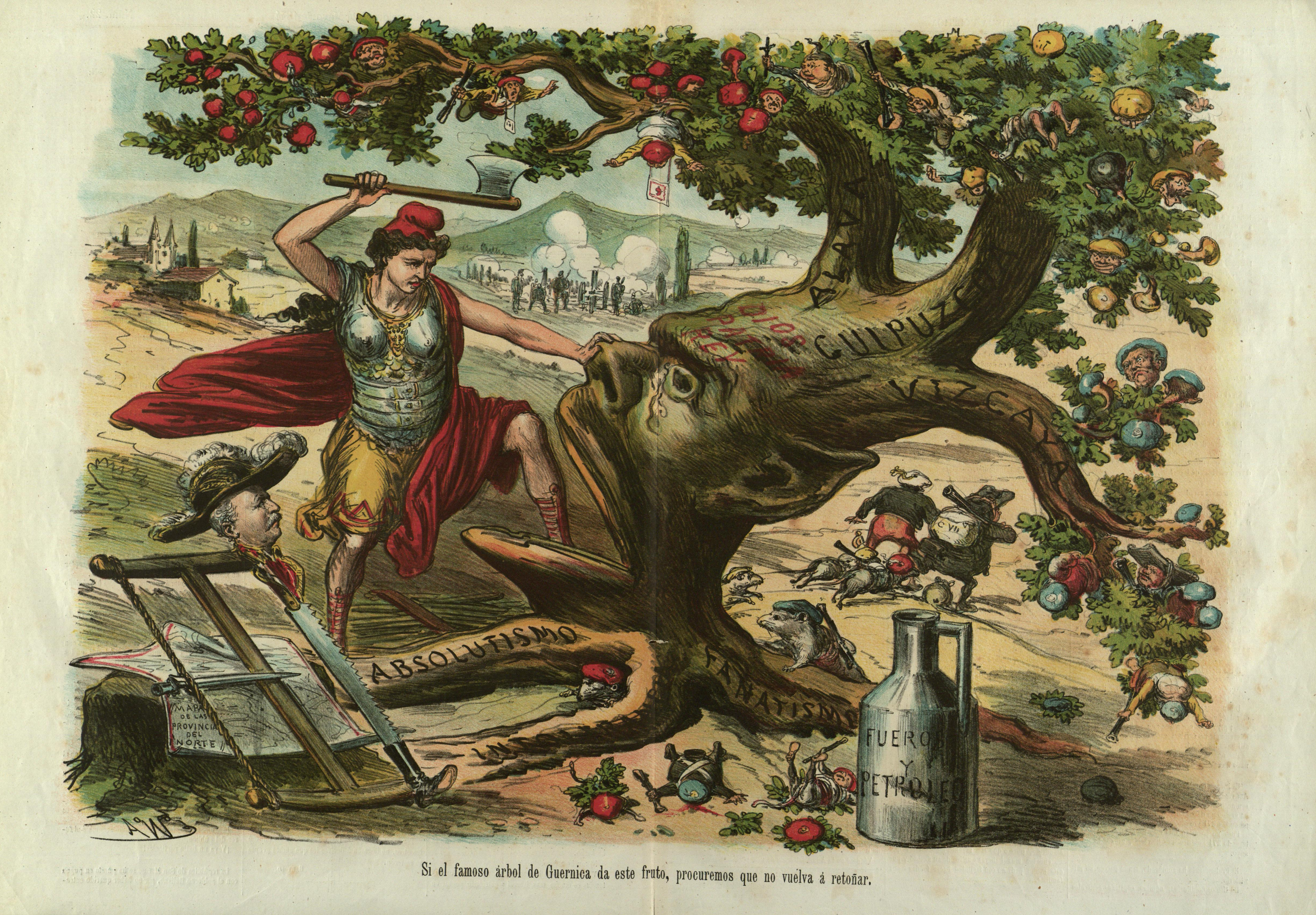
Árbol de Guernica.[nota 4]